# Cajón desastre
Cajón desastre va ser un programa espanyol de televisió destinat al públic infantil, que va emetre Televisió espanyola entre 1988 i 1991, amb presentació de Miriam Díaz-Aroca. Va substituir en el mateix horari a La bola de cristal.

## Format
L'espai, emès en el matí dels dissabtes, sota el format de magazín, incloïa jocs, cançons i reportatges per als més petits de la casa.
El programa es componia de tres parts diferenciades, atenent diferents grups d'edat. De 9 a 11, anava destinat als més petits i s'inserien les sèries de dibuixos animats. D'11 a 12, el grup objectiu són els nens de fins a 14 d'anys i s'inclouen jocs i concursos com Sobre ruedas (proves d'habilitat sobre patins) o Ilustración (de dibuix). Finalment, l'última franja va destinada a adolescents fins a 17 anys i se centra en música (secció copresentada per Bernardo Vázquez, cantant de la banda The Refrescos), còmics, documentals i expressió artística.
Entre les seccions destaca la telecomèdia Pase sin llamar, que narrava la vida quotidiana d'una família formada per tres fills i era protagonitzada per Ángel de Andrés López, Marta Fernández Muro, Iñaki Miramón, Aitor Merino, Raquel López, Lucas Martín i Laura Cepeda.
Són també destacables les actuacions del duo humorístic Faemino y Cansado.
Finalment, intercalava sèries de ficció; així la producció nord-americana ALF i la sèrie de dibuixos Duckula es van estrenar a Espanya, precisament en aquest programa.
Des d'abril de 1990 va passar a emetre's de dilluns a dijous en horari vespertí.

## Premis
- TP d'Or 1988: Millor Programa Infantil
- TP d'Or 1989: Millor Programa Infantil
- TP d'Or 1990 (1990): Miriam Díaz Aroca nominada com a millor presentadora.